# A Night on the Town (Rod Stewart)
A Night on the Town è il settimo album di Rod Stewart, pubblicato nel 1976 dalla Riva
È stato ristampato nel 2009 come doppio CD con 13 bonus track.

## Tracce
1. Tonight's the Night (Gonna Be Alright) (Rod Stewart) – 3:54
2. The First Cut Is the Deepest (Cat Stevens) – 4:31
3. Fool for You (R.Stewart) – 3:39
4. The Killing of Georgie (Part I and II) (R.Stewart) – 6:28
5. The Balltrap (R.Stewart) – 4:37
6. Pretty Flamingo (Mark Barkan) - 3:27
7. Big Bayou (Floyd Gilbeau) – 3:54
8. The Wild Side of Life (Arlie Carter, Wayne Walker) – 5:09
9. Trade Winds (Ralph MacDonald, William Salter) – 5:16

Bonus track ristampa 2009
1. Rosie
2. Share (Studio Outtake)
3. Tonight's the Night (Gonna Be Alright) (Early Version)
4. The First Cut Is the Deepest(Early Version)
5. Fool for You (Early Version)
6. The Killing of Georgie (Part I) (Early Version)
7. The Balltrap (Early Version)
8. Pretty Flamingo (Early Version)
9. Big Bayou (Early Version)
10. The Wild Side of Life (Early Version)
11. Trade Winds (Early Version)
12. Rosie (Early Version)
13. Get Back (Early Version)

## Musicisti
- Steve Cropper - chitarra
- Willie Weeks - chitarra
- Joe Walsh - chitarra
- J. Davis - chitarra
- David Lindley - chitarra
- Fred Tackett - chitarra
- John Jarvis - tastiere
- David Foster - tastiere
- Barry Beckett - tastiere
- J. Smith - tastiere
- Donald Dunn - basso
- Bob Glaub - basso
- David Hood - basso
- Willie Weeks - basso
- Lee Sklar - basso
- Roger Hawkins - batteria
- Andy Newmark - batteria
- Al Jackson Jr. - batteria
- Tommy Vig - percussioni
- Joe Lala - percussioni
- Jimmy Horowitz, Mel Lewis, Arif Mardin - arrangiamento archi
- Tower of Power Horn Section - fiati
- Jerry Jumonville - sassofono
- Plas Johnson - sassofono

## Classifiche

### Classifiche settimanali
| Classifica (1976) | Posizione massima |
| ----------------- | ----------------- |
| Australia         | 1                 |
| Canada            | 1                 |
| Germania          | 29                |
| Norvegia          | 1                 |
| Nuova Zelanda     | 1                 |
| Paesi Bassi       | 5                 |
| Regno Unito       | 1                 |
| Stati Uniti       | 2                 |
| Svezia            | 1                 |

### Classifiche di fine anno
| Classifica (1976) | Posizione |
| ----------------- | --------- |
| Australia         | 2         |
| Canada            | 11        |
| Nuova Zelanda     | 2         |
| Paesi Bassi       | 46        |
| Regno Unito       | 5         |
| Classifica (1977) | Posizione |
| Australia         | 14        |
| Canada            | 19        |
| Nuova Zelanda     | 3         |
| Stati Uniti       | 31        |